# ویلانتس
ویلانتس (به لاتین: Vílanec) یک منطقهٔ مسکونی در جمهوری چک است که در شهرستان ییهلاوا واقع شده‌است.
 ویلانتس ۱۳٫۵۷ کیلومتر مربع مساحت و ۳۱۵ نفر جمعیت دارد و ۵۳۵ متر بالاتر از سطح دریا واقع شده‌است.